# ドニプロ駅
ドニプロ駅（Dnipro-Holovnyi）は、ウクライナのドニプロにある鉄道駅。ウクライナ有数の規模を誇る大駅である。

## 概要
1884年開業。ドニプロ川に面しており、水運と鉄道の結節点として機能した。駅は第二次世界大戦中に壊滅的な被害を受けたため、1951年に修復された。駅舎の設計はロシア人建築家アレクセイ・ドゥーシュキンによるもので、格調高い建物である。乗り場は24番線まであり、規模の大きな駅である。キエフ行きの列車が高頻度で出発する他、国際列車の発着も多い。駅前にはドニプロ市電とドニプロ地下鉄の乗り場がある。市内にはドニプロ南駅というターミナル駅もある。

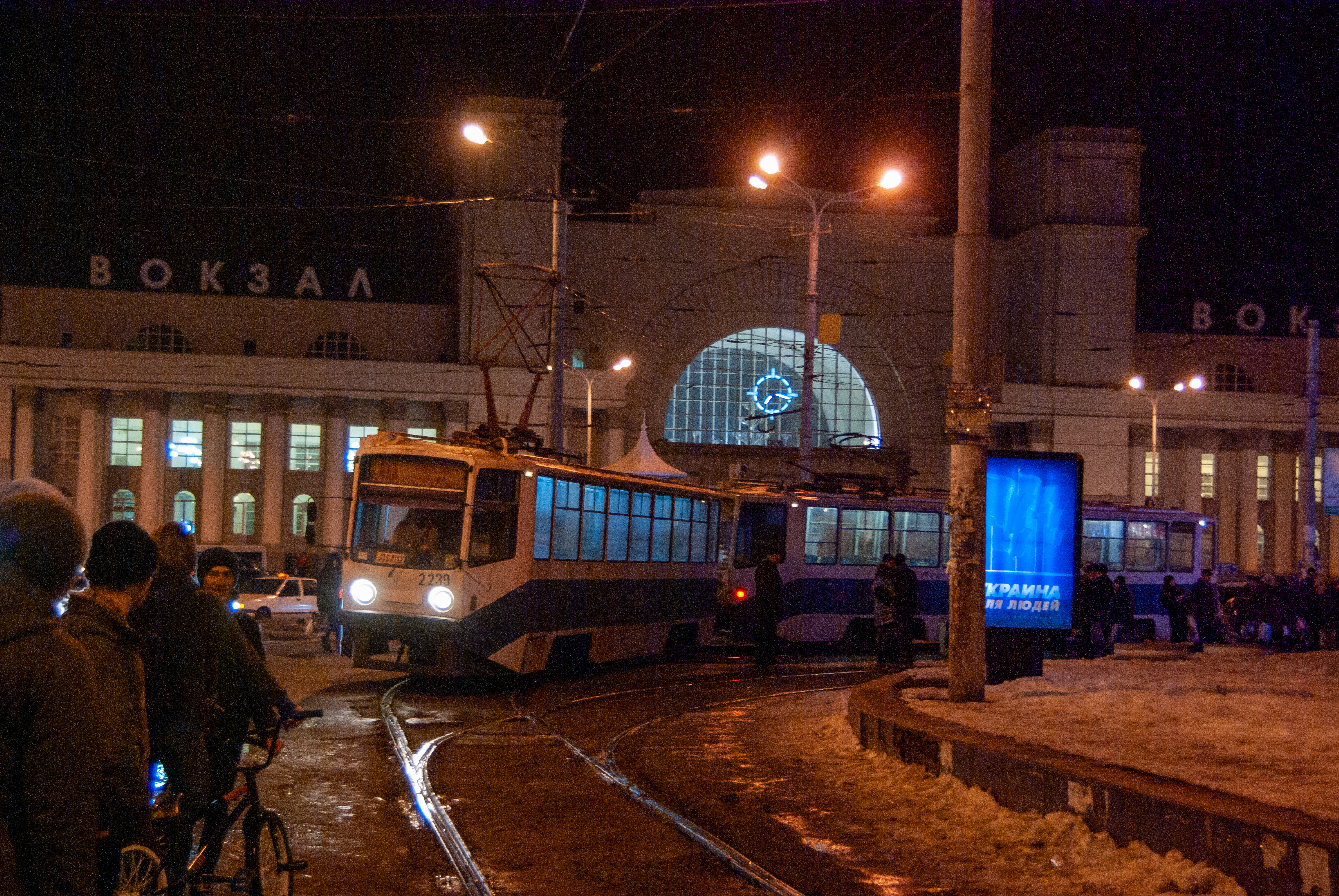
駅前のドニプロ市電